# Strzyżów-Gebirge

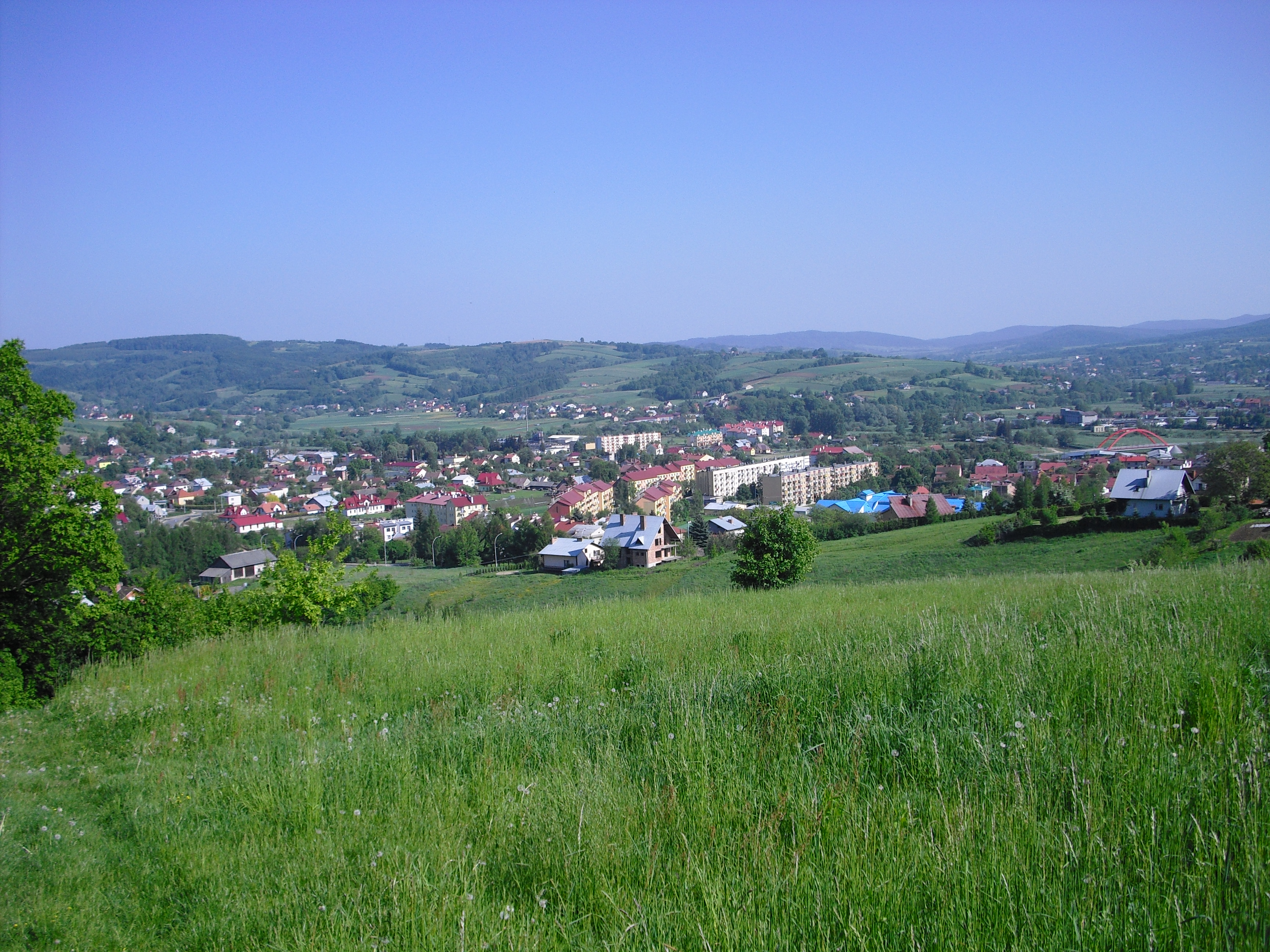
Blick auf Strzyżów

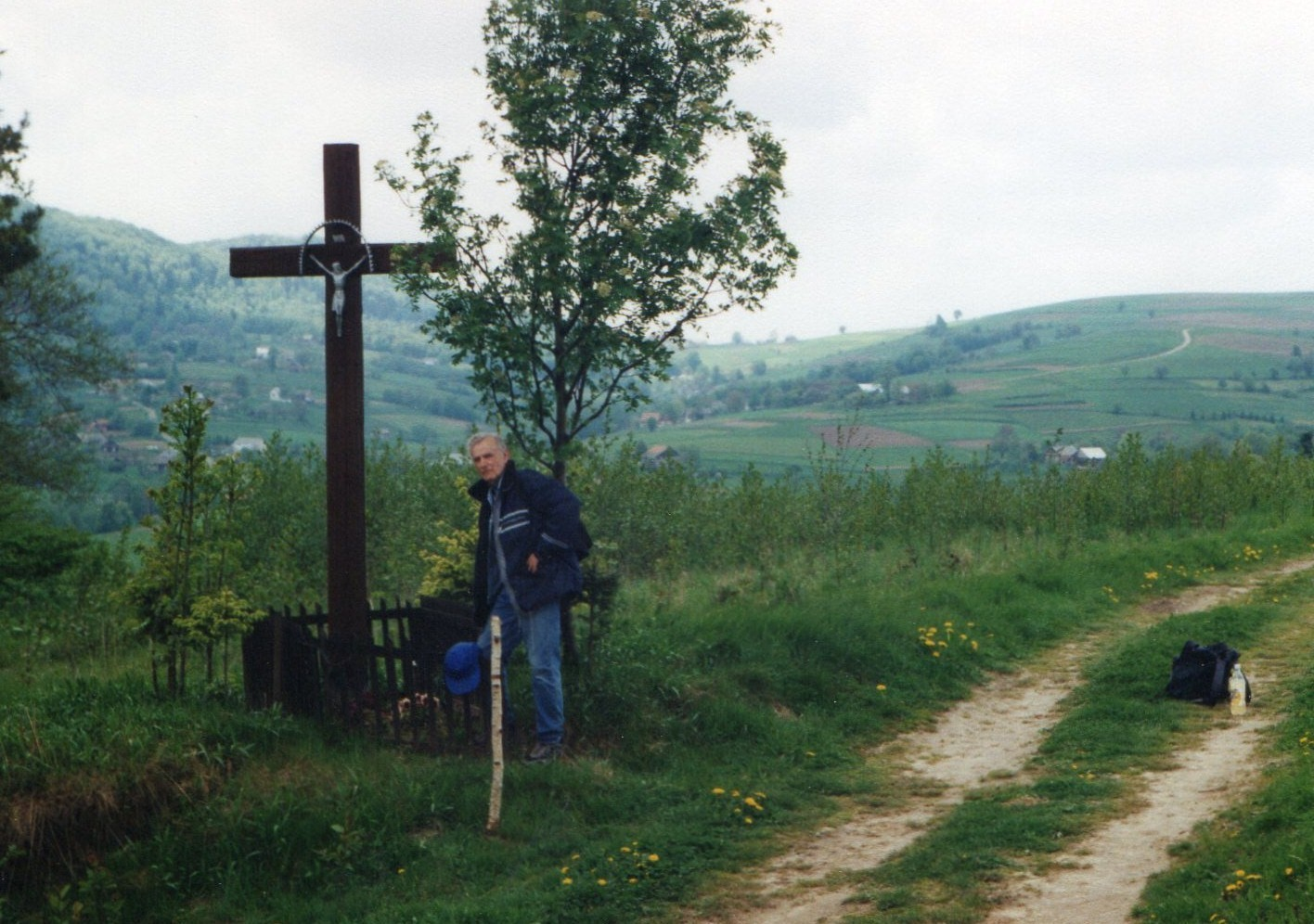
Blick vom Weg auf die Chytrówka

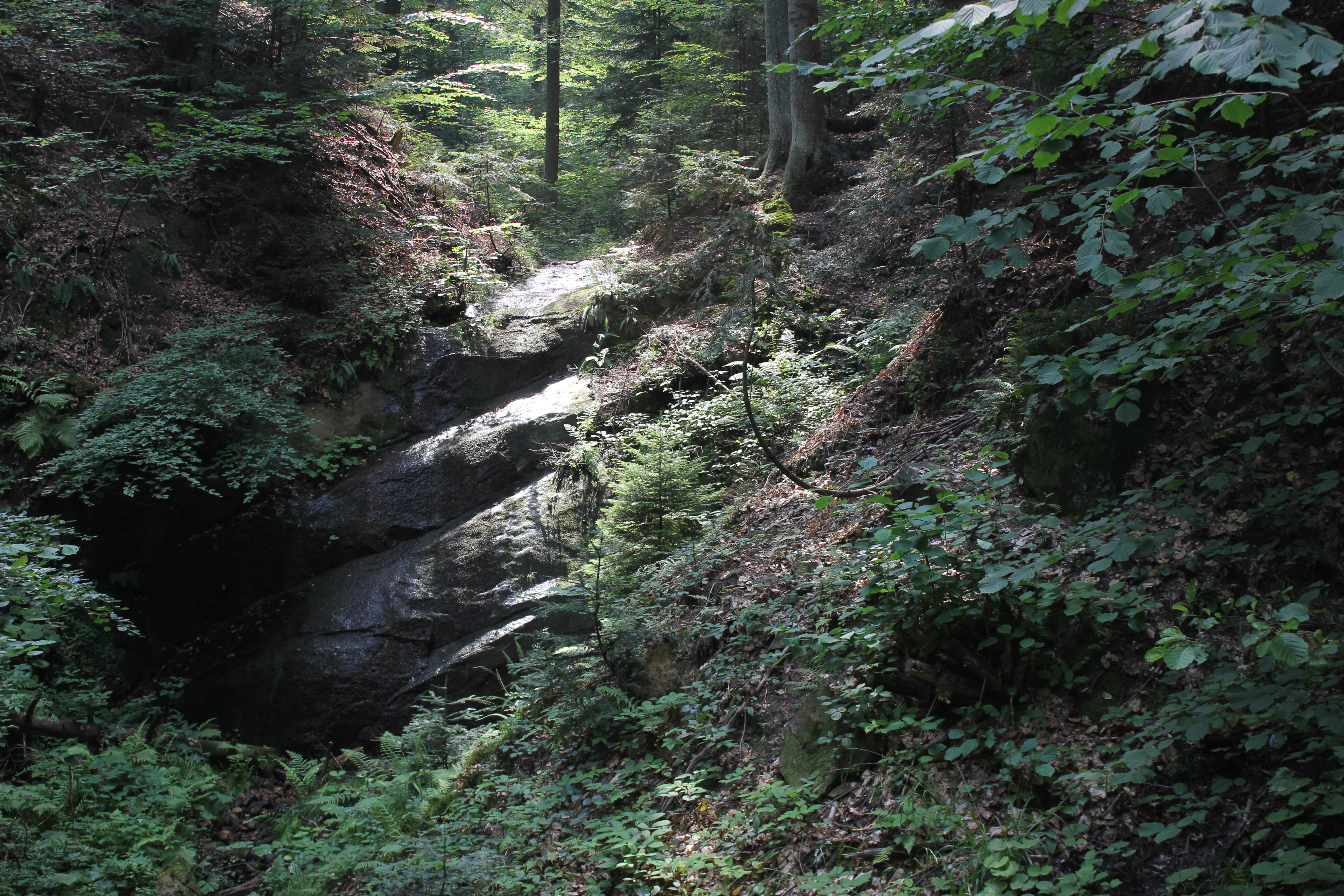
Karpatenflysch im Gebirge

Das Strzyżów-Gebirge (polnisch: Pogórze Strzyżowskie) besteht aus Vorbergen der Mittelbeskiden im südlichen Polen in der  Woiwodschaft Karpatenvorland. Sein höchster Gipfel ist der Bardo mit 534 m. Es ist nach der Stadt Strzyżów benannt, die am Nordrand des Gebirges liegt.

## Geographie
Das Gebirge grenzt im Westen an das Ciężkowice-Gebirge, im Osten an das Dynów-Gebirge, im Süden an das Jasło-Krosno-Becken und im Norden an die Tarnów-Hochebene im Sandomirer Becken. Es liegt zwischen den Flüssen Wisłoka im Westen und Wisłok im Osten.

## Gliederung
Das Gebirge hat eine Fläche von 900 km² und gliedert sich in mehrere Kämme.

## Städte
Die einzige größere Stadt im Strzyżów-Gebirge ist Strzyżów.

## Tourismus
Durch das Gebirge verlaufen zahlreiche markierte Wander- und Fahrradwege.

## Soldatenfriedhöfe
Im Gebirge tobten am Anfang des Ersten Weltkriegs erbitterte Kämpfe zwischen der einrückenden russischen Armee und der Armee Österreich-Ungarns. Daher befinden sich hier zahlreiche Soldatenfriedhöfe aus dem Ersten Weltkrieg.

## Naturschutz
Das Gebirge liegt in dem Landschaftsschutzpark Czarna Rzeka-Strzyżów.